# آلستیر جی دبلیو کامرون
آلستیر جی دبلیو کامرون (انگلیسی: Alastair G. W. Cameron؛ زاده ۲۱ ژوئن ۱۹۲۵ درگذشته ۳ اکتبر ۲۰۰۵) یک فیزیک‌دان، و ستاره‌شناس اهل کانادا بود.